# Xestia oblata
Xestia oblata là một loài bướm đêm trong họ Noctuidae.